# Gurzuf

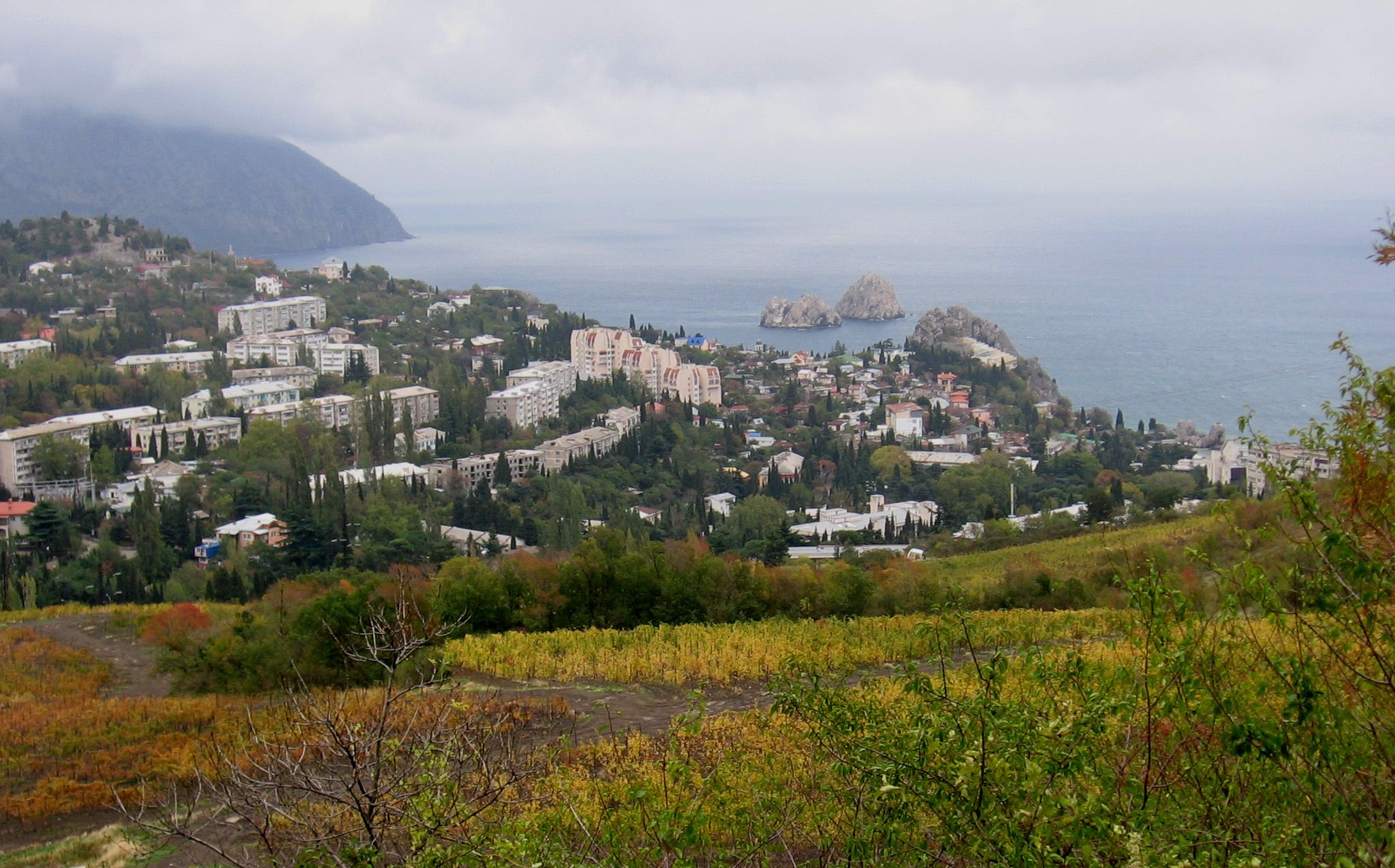
Gurzuf

Gurzuf (en ruso: Гурзуф, en ucraniano: Гурзуф, en tártaro de Crimea: Gurzuf) es una ciudad de Crimea situada en la costa sur de la península, a las orillas del Mar Negro. Forma parte del municipio de Yalta, dentro de la República Autónoma de Crimea de Ucrania y reclamada por la República de Crimea en Rusia.

## Galería

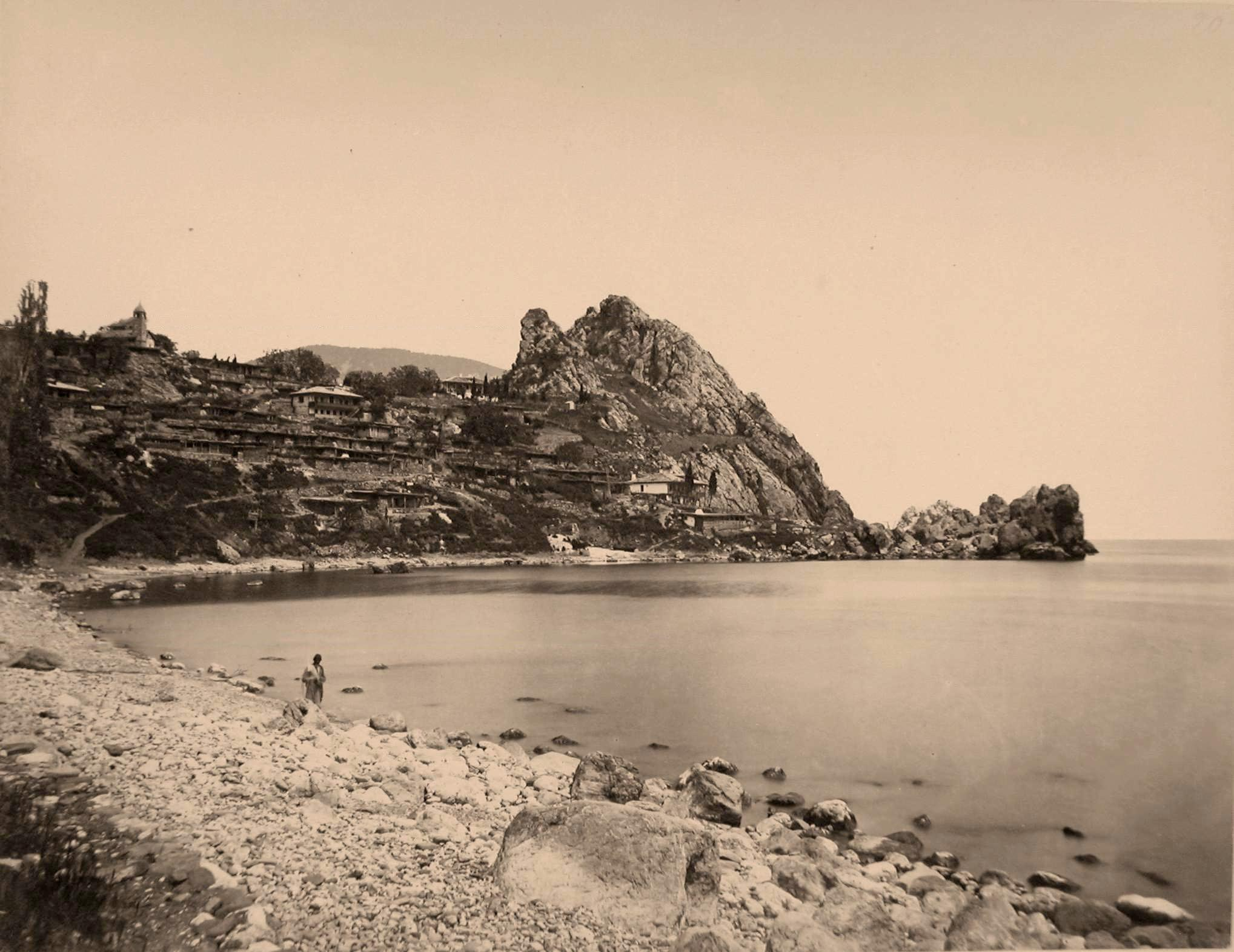
Gurzuf, 1880
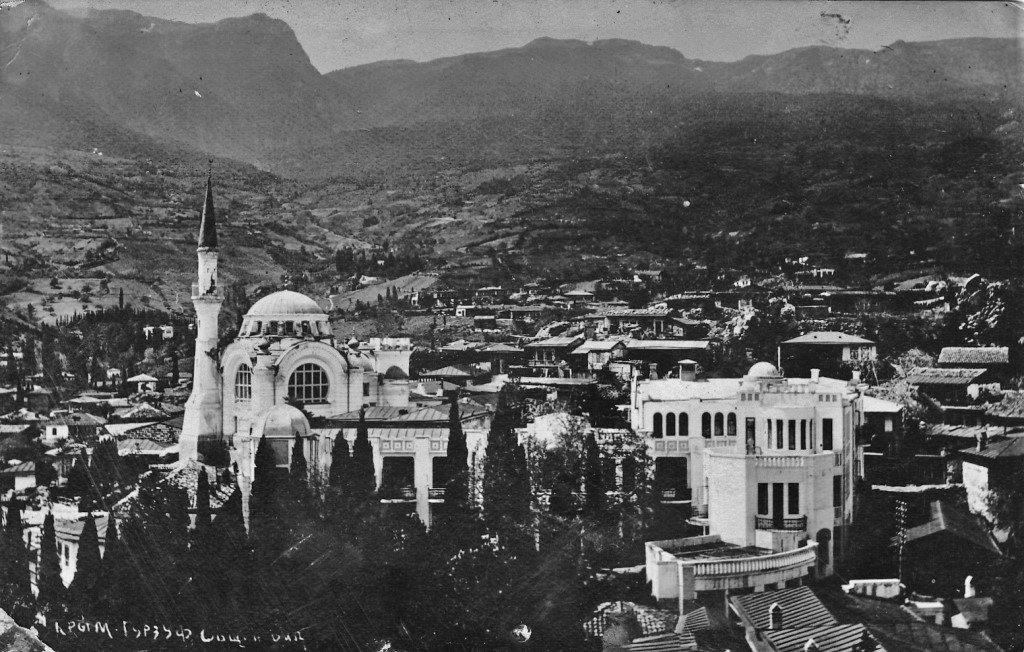
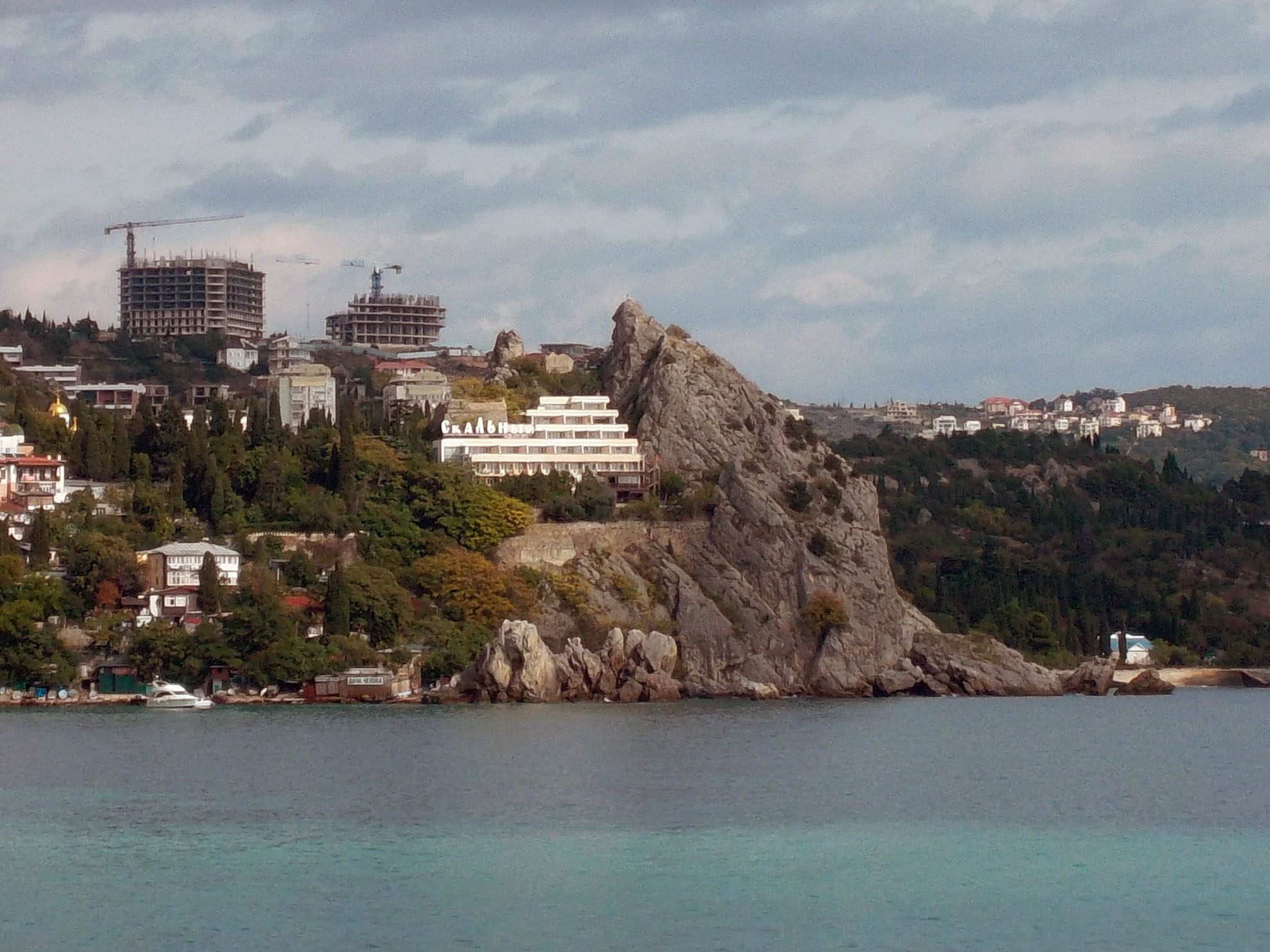
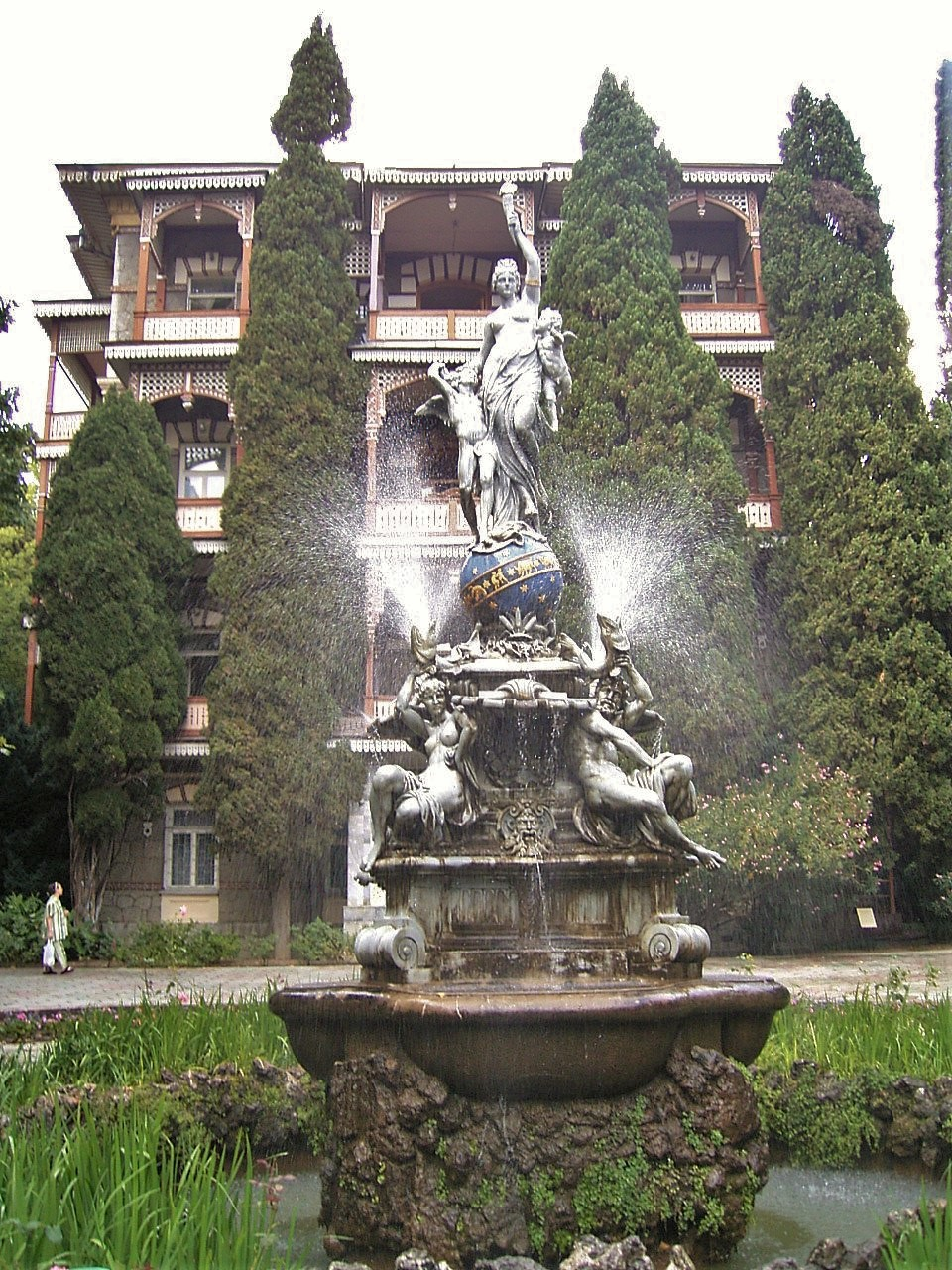
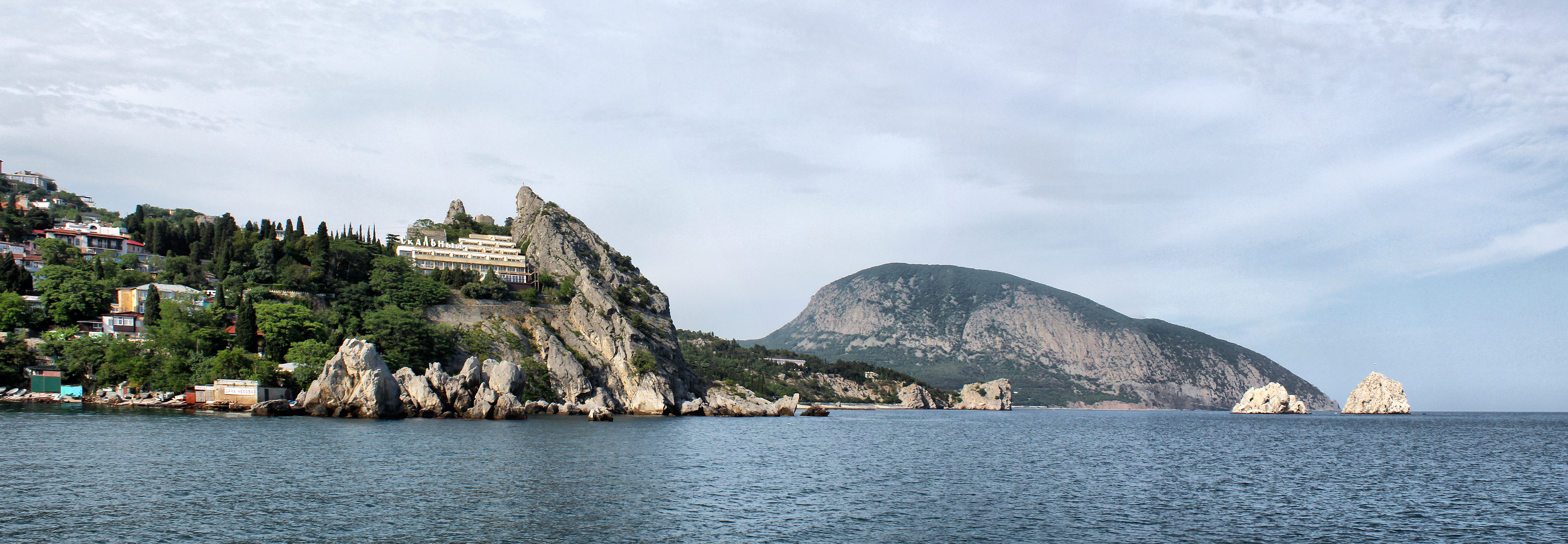